# RFX4
RFX4‏ (Regulatory factor X4) هوَ بروتين يُشَفر بواسطة جين RFX4 في الإنسان.